# 나그네 임금
"나그네 임금"은 1967년 공개된 대한민국의 영화이다.

## 배역
- 신성일
- 문희
- 전양자
- 전계현
- 박병호
- 이예춘
- 주증녀
- 전옥
- 이순재